# Tubificoides maureri
Tubificoides maureri är en ringmaskart. Tubificoides maureri ingår i släktet Tubificoides och familjen glattmaskar. Inga underarter finns listade i Catalogue of Life.